# Sesung
Sesung est une ville du Botswana.